# 陳潔麗
陳潔麗（英語：Lily Chen，1983年4月21日—），中國大陸廣東女歌手、華語流行音樂界近年受歡迎的發燒碟天后。

## 背景
陳潔麗在廣州出生及成長，自小已開始她的歌唱生涯，又加入過小海燕合唱團和於廣州市海珠區少年宮受訓。1992年，她就讀小學二年級時被父親帶到商場參加歌唱比賽，自此她就不斷參與歌唱比賽。她10歲開始錄音演唱，演繹過大量廣告歌曲，亦參加過多項省、市及全國歌唱比賽，獲得多次冠軍獎項。另外她曾多次獲邀到北京、哈爾濱、香港、澳門和馬來西亞訪問及演出。由於她聲線甜美，字正腔圓，加上演繹絲絲入扣，風格清純真摯，在發燒碟界中得到廣泛好評。
陳潔麗在2003年加入樂壇後，先擔任「青燕子演唱組」的主音歌手，並錄製了《草原牧歌》、《森林和原野》、《愛心》、《七色光》、《海濱之歌》、《朝鮮》、《樂海留聲》系列、《聆極物語》系列、《閒情雅樂》系列等專輯。至2003年起才出版首張個人專輯。首張個人專輯《心曲》出版後，其原創歌曲《小村莊》榮登廣州電視台勁歌王榜。上榜兩周，甫獲得著名音樂及音響雜誌《音響技術》、《發燒音響》、《HI-FI音響》的高度評價。而《閒情雅樂》及《閒情雅樂2》亦登上2003年《CD聖經》。2009年，她參與第二十三屆澳門國際音樂節《芳華絕代．榮光無限──陳潔麗對梅艷芳、張國榮的追慕懷想》音樂會的演出，首次與澳門中樂團合作。及後在2012年與星娛樂的合約完結後，由於感到迷惘，陳暫停錄製專輯的過程而只開個人演唱會，為時三年。目前，她仍然專注唱歌事業，不會考慮拍戲的事宜。

## 個人專輯
| 專輯 # | 專輯名稱                            | 發行年份 | 曲目 |
| ------ | ----------------------------------- | -------- | --- |
| 1st    | 心曲                                | 2002年   | 曲目 1. 天涯歌女 2. I Believe 3. 堆積情感 4. 暗湧 5. 勇氣 6. 玫瑰心事 7. 情非得已 8. 小村莊 9. 是誰沉醉 10. 只怕不再遇上 11. 千言萬語 12. 唯獨你是不可取替 13. 矜持 14. 女孩 15. 我願意 16. 梨渦淺笑 17. 印象 18. 來夜方長 |
| 2nd    | 一水隔天涯                          | 2003年   | 曲目 1. 人約黃昏後 2. 人約黃昏後（粵語） 3. 我怎能離開你 4. 東山飄雨西山晴 5. 再見我的愛人 6. 人面桃花 7. 假如我是真的 8. 山茶花 9. 向日葵 10. 相見在明天 11. 偶然的相遇 12. 從今日起 13. 雲河 14. 襟裳岬 15. 有誰知我此時情 16. 償還 |
| 3rd    | 愛的歌                              | 2004年   | 曲目 1. 浪子心聲 2. 音樂女孩 3. 遇見 4. 愛的歌 5. 給自己的情書 6. 忘了自己 7. 下一站天后 8. 白絲線 9. 終身美麗 10. 綠色的旋律 11. 風箏與風 12. 相思河畔 13. 揮著翅膀的女孩 14. 追 15. 只願為你守著約 |
| 4th    | 醉花蔭                              | 2004年   | 曲目 1. 醉花蔭 2. 難忘的初戀情人 3. 忘記他 4. 漫步人生路 5. 南海姑娘 6. 小雨中的回憶 7. 你怎麼說 8. 原鄉人 9. 小村之戀 10. 幾多愁 11. 我只在乎你 12. 情人的關懷 13. 天外天上天無涯 14. 酒醉的探戈 15. 又見炊煙 |
| 5th    | 1.825m                              | 2005年   | 曲目 1. 愛的見證 2. 無處不在 3. 一米八二五 4. Singing For You 5. 珍惜自己 6. 童話 7. 你的毛衣 8. 我獨矜貴 9. 好朋友 10. 膽小鬼 11. 零時十分 12. 上弦月 13. 夜半輕私語 |
| 6th    | 花言巧語                            | 2005年   | 曲目 1. 唇印 2. 你可知道我愛誰 3. 哭砂 4. 人生於世 5. 風告訴我 6. 多一點溫柔 7. 花言巧語 8. 最浪漫的事 9. 野百合也有春天 10. 戀愛預告 11. 為了幸福 12. 夢想天堂 13. 我和你 |
| 7th    | Lily Come Face To Face With Chris   | 2006年   | 曲目 1. 陪我看日出 2. 花季未了 3. 如風 4. 天下無雙 5. 少女的祈禱 6. 最愛 7. 三角演義 8. 當我知道你們相愛 9. 如果這是情 10. 盡在不言中 11. 幾分鐘的約會 12. 等了又等 |
| 8th    | 天與地                              | 2007年   | 曲目 1. 漣漪 2. 女人花 3. 明月夜 4. 童年時 5. 夜半歌聲 6. 雪中情 7. 逝去的愛 8. 有誰共鳴 9. 三人行 10. 天與地 11. 似水流年 12. 共同渡過 13. 獅子山下 14. 晚風 |
| 9th    | HiFi天碟陳潔麗香港演唱會            | 2008年   | 曲目 1. Overture、被遺忘的時光、我願意 2. Singing For You 3. 膽小鬼 4. 情非得已 5. 上弦月 6. 偶遇 7. 一米八二五 8. 堆積情感 9. 勇氣 10. 遇見 11. 綠色的旋律 12. 夢想天堂 13. Medley:似水流年、有了你、今生今世 14. 最愛是誰 15. 野孩子 16. 傷痕 17. 天涯歌女 18. 相思河畔 19. 一水隔天涯 20. 好朋友 21. 唯獨你是不可取替 22. 愛的見證 23. 愛的歌 24. 浪子心聲 |
| 10th   | 儂情                                | 2009年   | 曲目 1. 夜上海 2. 何日君再來 3. 愛神的箭 4. 天涯歌女 5. 四季歌 6. 月圓花好 7. 漁家女 8. 永遠的微笑 9. 知音何處尋 10. 夢中人 11. 儂情 12. 沿途愛 |
| 11th   | Lily sings Teresa live in Hong Kong | 2010年   | 曲目 1. 雪中情 2. 甜蜜蜜 3. 月亮代表我的心 4. 忘記他 5. 浪子心聲 6. 假如我是真的 7. 我只在乎你 8. 千言萬語 9. 情人的眼淚 10. 漫步人生路 11. 再見我的愛人 12. 星 13. 月亮代表我的心（Acoustic Version） |
| 12th   | 陳潔麗儂情演唱會                    | 2010年   | 曲目 1. 愛的見證 2. 小村莊、綠色的旋律 3. 儂情 4. 愛的箴言、假如我是真的 5. 我真的受傷了、眼淚、後來、愛我別走、愛很簡單 6. 你知道我在等你嗎 7. 夜上海 8. 夢、玫瑰玫瑰我愛你、我的心裏沒有他 9. 天涯歌女 10. 我和春天有個約會 11. 沿途愛 12. 我只在乎你 13. 諾言 14. 少女的祈禱、再見我的初戀、追、明天我要嫁給你、囍帖街 15. 愛的歌 16. 但願人長久 17. 越唱越強、一個人的精彩、大日子 18. 一米八二五 19. Singing For You |
| 13th   | 眼淚                                | 2011年   | 曲目 1. 任何天氣 2. 眼淚 3. 曖昧 4. 小玩意 5. 漣漪 6. 清洗 7. 囚鳥 8. 花火 9. 紅茶館 10. 流言 |
| 14th   | Purely                              | 2012年   | 曲目 1. 求你講清楚 2. 小風波 3. 螢火 4. 紅葉斜落我心寂寞時 5. 沒有你還是愛你 6. 片段 7. 中間人 8. 天荒愛未老 9. 世界不可怕 10. 投其所好 |
| 15th   | 好久不見                            | 2016年   | 曲目 1. 迷亂（國） 2. 我等到花兒也謝了（國） 3. 突然想愛你（國） 4. DEAR FRIEND（國） 5. 好久不見（國） 6. 秋意濃（國） 7. 守時（粵） 8. 祝君好（國） 9. 月半彎（國） 10. 願藍月亮 （粵） |
| 16th   | 15                                  | 2017年   | 曲目 1. 初初 (15週年主題曲) 2. 唯獨你是不可取替 3. 天下無雙 4. 男朋友 5. 情難自製 6. 今生今世 7. 如果這是情 8. 明知故犯 9. 等了又等 10. 願 11. 傷痕 12. 掌聲響起 |
| 17th   | 15 Concert                          | 2018年   | 曲目 CD 1 1. 被遺忘的時光(國) 2. 漫步人生路/我只在乎你(國)/千言萬語(國) 月亮代表我的心(國) 3. 堆積情感/終身美麗/好朋友/勇氣(國) 4. 一米八二五/愛的歌/愛的見證/SINGING FOR YOU 5. 似水流年/有了你/今生半世 6. 男朋友/祝君好 7. 只怕不再遇上/還有/心仍是冷 8. 留低鎖匙/突然想愛你(國) CD 2 1. 風繼續唱/為你鍾情/追/當年情/我(國) 2. 愛不完/對不起.我愛你/我為何讓你走/還是覺得你最好 3. 上海灘/親情/阿信的故事 4. 初初 5. 願/明知故犯/天下無雙 6. 傷痕(國) 7. 零時十分 8. 掌聲響起(粵語/國語) 9. 特別的愛給特別的你(國) Bonus DVD 1. THE MAKING OF LILY CHAN 15 CONCERT |

## 演出與活動
- 2007年7月13日、14日及15日，第11屆廣州高級音響展
- 2007年7月21日，陳潔麗【Lily LP CD45】簽名會
- 2007年12月29日，【HiFi 天碟 陳潔麗演唱會】
- 2008年1月15日，擔任將軍澳全新東港城開幕表演嘉賓
- 2008年9月13日，廣東電視台節目《中秋晚會﹣但願人長久》
- 2009年1月15日，為羊城賀歲萬家歡錄製與蕭正楠合演的音樂劇《愛神在人間》
- 2009年3月22日，廣州廣東電視台電視演唱會
- 2009年6月27日，鮑比達與陳潔麗新專輯說明會
- 2009年8月9日，《香港高級視聽展》鮑比達 2009 誠獻 Lily 陳潔麗與 Lana 羅藍亞新碟簽唱會
- 2009年10月16日、17日及18日，第23屆澳門國際音樂節《芳華絕代．榮光無限》音樂會記者招待會
- 2009年12月5日及6日，【陳潔麗 儂情廣州演唱會】
- 2010年1月16日，典雅音樂花園零距離音樂會
- 2010年3月22-26日，為廣東電台廣播劇【城市之聲 都市劇場】《再說一次我愛你》錄音
- 2010年8月8日，陳潔麗 2010 心聲首發簽唱會
- 2010年10月23日，鄧麗君逝世十五周年交響演唱會《彩雲歸來時》（2010年澳門國際音樂節節目）
- 2011年8月7日，《2011香港高級視聽展》 陳潔麗簽唱會
- 2012年8月10日，《2012香港高級視聽展》 環星musicNEXT超級靚聲演唱廳
- 2013年3月6日，陳潔麗 Purely For You 2013 演唱會
- 2013年8月9日，《2013香港高級視聽展》 陳潔麗簽唱會
- 2014年12月23日，陳潔麗詩情歌意 2014 演唱會
- 2016年5月17日，第27屆澳門藝術節 - 小城故事 甜密密 - 陳潔麗再現鄧麗君經典音樂會
- 2017年8月13日，《2017香港高級視聽展》 陳潔麗簽唱會
- 2017年8月25日 & 26日，陳潔麗 15 演唱會廣州站
- 2017年10月21日，陳潔麗 15 演唱會香港站
- 2018年8月12日，《2018香港高級視聽展》 陳潔麗簽唱會
- 2018年9月20&21日，陳潔麗 15+1 演唱會香港站
- 2018年9月27日，鼓舞前行 - 典金曲音樂夜 (佛山)
- 2019年8月11日，《2019香港高級視聽展》 陳潔麗簽唱會
- 2021年9月12日，【陳潔麗唱奏會 2021】

## 節目嘉賓
- 2008年5月9日，無綫電視都市閒情訪問
- 2008年8月13日，有線電視【線動真音樂】訪問
- 2009年2月2日，Now TV 星期日大班鄭經翰訪問
- 2014年12月4日，無綫電視今日VIP第238集訪問
- 2014年12月6日，亞洲電視高志森微博訪問
- 2018年8月17日，無綫電視今日VIP第164集訪問

## 參與節目
- 2011年9月：廣州電視台中秋晚會
- 2011年11月：山東衛視海口跨年演唱會
- 2012年：勁歌金曲
- 2012年11月17日：360°（第50集）
- 2013年3月1日：Music Café（第113集）
- 2014年12月：操控音樂（nowTV）
- 2017年：流行經典50年（第17集）
- 2017年3月：碌碌生活圈（南方電視台）
- 2017年9月16日：Music Café（第337集）
- 2018年9月：碌碌生活圈（南方電視台）
- 2018年：流行經典50年（第49集）
- 2019年：勁歌金曲
- 2019年：流行經典50年（第11集）
- 2019年：粵語好聲音（廣東廣播電視台）
- 2020年：流行經典50年（第21集）
- 2021年：Chill Club（第36集）

## 獎項
陳潔麗曾連續三屆獲頒由廣東電台城市之聲 FM103.6 及 21HIFI 專業影音網站選出的 《十大發燒唱片》：
- 2005年得獎唱片：《1.825M》[14]
- 2006年得獎唱片：《鮑比達與陳潔麗》[15]
- 2007年得獎唱片：《天與地》[16]

其他獎項：
- 2007年6月15日：廣東流行音樂30週年慶典——歌手成就獎
- 2012年：IFPI香港唱片銷量大獎頒獎禮2012 -- 十大銷量粤語唱片奬項（Purly Lily陳潔麗）[17]
- 2012年：新城勁爆頒獎禮2013——新城勁爆流行爵士歌手獎、新城勁爆發燒專輯（Purely）[18]
- 2013年：新城勁爆頒獎禮2013——新城勁爆流行爵士歌手獎[19]
- 2013年：IFPI香港唱片銷量大獎頒獎禮2013 -- 最暢銷本地現場錄製音像出品（陳潔麗Purely For You 2013 演唱會）、十大銷量本地歌手[20]
- 2016年：IFPI香港唱片銷量大獎頒獎禮2016 -- 十大銷量國語唱片奬項（好久不見）[21]
- 2018年：2018年度勁歌金曲頒獎典禮 - 勁歌金曲唱片銷量大奬《15 Fifteen》[22]

## 外部連結
- 陳潔麗的新浪微博
- 陳潔麗的Facebook專頁